# Eldorado (edificio)
L'Eldorado è uno storico palazzo residenziale in stile art déco dell'Upper West Side di New York, affacciato sul lato occidentale di Central Park.

## Storia
Il nome del palazzo è il  medesimo dell'edificio che precedentemente occupava il lotto su cui oggi sorge il grattacielo. I lavori, capitati in concomitanza con l'avvento della Grande Depressione, si rivelarono molto difficoltosi a causa di problemi finanziari, motivo per il quale nel 1931 l'edificio andò all'asta e il costruttore, Louis Klosk, lo perdette. I lavori vennero tuttavia ultimati grazie all'intervento della Central Park Plaza Corporation.